# 第一艦隊 (美國海軍)
美国海军第一舰队 （英語：United States First Fleet）是美国海军已解編的一个单位。1946年开始早期运作，于1948年投入作战状态 （为第一Task Fleet)。第一舰队所属美国太平洋舰队，主要是负责西太平洋地区。1973年2月1日正式除役，其责任由第三艦隊接替。 海軍上將切斯特·威廉·尼米兹是第一舰队的首任指挥官。。海伦娜号重型巡洋舰是第一舰队的旗舰。
2020年12月2日，美國海軍部長肯尼思·布雷思韦特宣布，將重設已撤銷逾40年的第一艦隊編制，提升美國海軍在太平洋關鍵海域及印度洋至澳洲以北海域航道的實力，以對抗中華人民共和國在南海的軍事擴張。第一艦隊司令部擬設立在新加坡，往北、往南分別與第七艦隊、第五艦隊互相接應。